# Fatum-Nyíregyháza
Női Röplabda Klub Egyesület Nyíregyháza mais conhecido como Fatum-Nyíregyháza é um clube de voleibol feminino húngaro fundado no ano de 1997 em Nyíregyháza.

## Histórico
Fundado em 1997 o time de voleibol feminino conquistou cinco títulos da liga nacional e oito títulos da copa nacional. e teve no elenco adulto :Fruzsina Botos, Greta Szakmáry, Zsófia Erdős, Bettina Ilyés, Hengsperger, Alexandra Andrejkovics, Eszter Vén

Alcunhas utilizadas:
- Betonút-NRK-Nyíregyháza
- NRK Nyíregyháza
- Szabolcsút-NRK Nyíregyháza
- Szakszig-NRK Nyíregyháza
- Titász-NRK Nyíregyháza
- FATUM Nyíregyháza
- UTE- FATUM Nyíregyháza

## Títulos

### Nacionais
- Campeonato Húngaro: 5
- Campeão:1999-00,2000-01,2001-02,2002-03,2006-07
- Vice-campeão:2004-05,2007-08,2008-09,2017-18,2018-19
- Terceiro lugar:2005-06,2016-17

- Copa da Hungria : 8
- Campeão:1999-00,2000-01,2001-02,2002-03,2003-04, 2006-07, 2017-18,2018-19
- Vice-campeão:2004-05,2005-06,2007-08,2008-09

- Supercopa da Hungria :  0

### Internacionais
- CEV Champions League: 0
- Copa CEV: 0
- Challenge Cup: 0